# 4607 Seilandfarm
4607 Seilandfarm (1987 WR) là một tiểu hành tinh vành đai chính được phát hiện ngày 25 tháng 11 năm 1987 bởi Kin Endate và Kazuro Watanabe ở Kitami.